# Cem Bölükbaşı
Cem Bölükbaşı (török nyelven: dʒæm bœlykˈbaʃɯ; Isztambul, 1998. február 9. –) török autóversenyző.

## Pályafutása

### eSport
2017 végén csatlakozott a G2 Esports FA Racing csapathoz, akikkel több virtuális versenyen is megfordult egészen 2018-ig.
Bölükbaşı a McLaren csapat pilótája volt a 2017-es Formula One eSports szériában. Ötödik helyen végzett 35 ponttal, és egy futamot is meg tudott nyerni.
2018-ban csapatot váltott, és a Toro Rosso pilótája lett. Tízből négy futamon versenyzett, év végén 12. helyen végzett 32 ponttal.
A 2019-es szezonban 12 versenyből 9-nél állt rajthoz, 21. helyen végzett 4 szerzett ponttal.
2020-ban megnyerte a Formula Renault Esport szériát.

### Sportautózás
2019 májusában a Borusan Otomotiv Motorsport bejelentette, hogy az európai GT4-ban fog versenyezni. Legjobb helyezése egy második hely volt Misánóból. A bajnokságot 17. helyen fejezte be. 2020-ban folytatta a sorozatban, három-három pole-ja és győzelme lett, összességében pedig 2. helyen zárt Yağız Gedik csapattársaként.

### Formula Renault
Formula-autós debütálását a 2019-es Formula Renault Európa-kupában ejtette meg az M2 Competition csapat tagjaként. Vendégpilótaként csak a Hockenheimringen rendezett versenyhétvégén versenyzett. Az első futamon 16. helyen végzett, míg a másodikat nem tudta befejezni.

### Formula–3
2021 januárjában a BlackArts Racing közölte, hogy Bölükbaşı velük fog versenyezni a 2021-es Formula–3 Ázsiai-bajnokságban. A 15 futamból tizenháromszor szerzett pontot, legjobb helyezése egy ötödik hely volt, az összesítettben pedig 9. helyen végzett.
Szintén versenyzett az újjáalakult 2022-es szezonban is, ezúttal az ausztrál Evans GP-vel. A harmadik versenyhétvége előtt bejelentette, hogy nem folytatja az évadot, mert kevés esélye lenne megszerezni az FIA szuperlicenszet.

### Euroformula Open
2021 júliusában kiderült, hogy a 2021-es Euroformula Open bajnokságban a Van Amersfoort Racing pilótájaként fog versenyezni. A negyedik fordulóban a Hungaroringen mutatkozott be, és az első versenyt meg is nyerte. Összesítésben 5. helyen végzett azonos pontszámmal, mint csapattársa Casper Stevenson, de ő végzett előrébb a több győzelme miatt.

### Formula–2
2021 októberében tesztelhette a Dallara GP2/11-es kódjelű, amit a GP2-es szériában használtak 2011-től 2016-ig, illetve az újjáalakult FIA Formula–2 bajnokság 2017-ben. Hivatalosan először a 2021-es év végi teszteken vezethette a már újabb Dallara F2 2018-as konstrukciót az újonc Van Amersfoort Racing színeiben.
2022 januárjában hivatalos lett, hogy a 2022-es szezonra a cseh Charouz Racing System alkalmazza. A második fordulóban, a Szaúd-Arábian található dzsiddai utcai vonalvezetésen a szabadedzésen nagy tempóval a falnak csapódott. Saját lábán szállt ki az autójából, de elővigyázatosságból kórházba szállították, ahol a vizsgálatok agyrázkódást mutattak ki nála. Az orvosok nem engedélyezték, hogy részt vegyen a helyszíni futamokon, így visszalépett. Az első évközi teszten, a Circuit de Barcelona-Catalunyán a betonfalnak csapódott, majd kihagyta a hátralévő napokat és visszautazott Törökországba, ahol kiderült, hogy eltört egy bordája. Emiatt Imolában David Beckamann pótolta.
Bakuban a főfutamon Roy Nissany-val ütközött és kiesett. Az esetet követően édesapja, Yavuz Bolukbasi és menedzsere, Temucin Unalp a DAMS versenyzőjével kerültek heves vitába, amely kis híján verekedésbe merült. A Nemzetközi Automobil Szövetség (FIA) Bölükbaşı-t 5000 euróra büntette és megvonta édesapja paddock belépőjét Silverstone-ra.
Augusztus 25-én bejelentésre került, hogy közös megegyezéssel felbontotta szerződését és távozik alakulattól, helyére Tatiana Calderón érkezett.

## Eredményei

### E-sport
| Szezon | Bajnokság                  | Csapat               | Verseny | Győzelem | Pole | Leggyorsabb kör | Dobogós helyezés | Pont | Helyezés |
| ------ | -------------------------- | -------------------- | ------- | -------- | ---- | --------------- | ---------------- | ---- | -------- |
| 2017   | Formula One eSports Series | Non-works McLaren    | 3       | 1        | 1    | ?               | 1                | 35   | 5.       |
| 2018   | Formula One eSports Series | Non-works Toro Rosso | 4       | 0        | 0    | ?               | 0                | 32   | 12.      |

### Karrier összefoglaló
| Szezon | Bajnokság                          | Csapat                      | Kategória | Verseny | Győzelem | Pole | Leggyorsabb kör | Dobogós helyezés | Pont | Helyezés |
| ------ | ---------------------------------- | --------------------------- | --------- | ------- | -------- | ---- | --------------- | ---------------- | ---- | -------- |
| 2019   | Európai GT4-es sorozat             | Borusan Otomotiv Motorsport | Pro-Am    | 4       | 0        | 0    | 0               | 1                | 26   | 17.      |
| 2019   | Formula Renault Európa-kupa        | M2 Competition              |           | 2       | 0        | 0    | 0               | 0                | 0    | HN‡      |
| 2020   | Európai GT4-es sorozat             | Borusan Otomotiv Motorsport | Pro-Am    | 12      | 2        | 2    | 3               | 7                | 192  | 2.       |
| 2021   | Euroformula Open                   | Van Amersfoort Racing       |           | 15      | 2        | 1    | 1               | 8                | 217  | 5.       |
| 2021   | Formula–3 Ázsia-bajnokság          | BlackArts Racing            |           | 15      | 0        | 0    | 0               | 0                | 61   | 9.       |
| 2021   | Európai GT4-es sorozat             | Borusan Otomotiv Motorsport | Pro-Am    | 4       | 0        | 0    | 0               | 1                | 44   | 11.      |
| 2021   | Európai GT4-es sorozat             | Borusan Otomotiv Motorsport | Am        | 2       | 2        | 1    | 1               | 2                | 51   | 11.      |
| 2021   | Európai GT4-es sorozat             | Borusan Otomotiv Motorsport | Silver    | 4       | 0        | 0    | 0               | 1                | 30   | 15.      |
| 2021   | Európai Le Mans-széria             | EuroInternational           | LMP3      | 1       | 0        | 0    | 0               | 1                | 18   | 18.      |
| 2022   | Formula–2                          | Charouz Racing System       |           | 16      | 0        | 0    | 0               | 0                | 0*   | 23*      |
| 2022   | Formula Regionális Ázsia-bajnokság | Evans GP                    |           | 3       | 0        | 0    | 0               | 0                | 0    | HN       |

* A szezon jelenleg is zajlik.
‡ Mivel vendégpilóta volt, ezért nem részesült bajnoki pontokban.

### Teljes Európai GT4-es eredménysorozata
| Év   | Csapat                      | Osztály | 1        | 2        | 3        | 4        | 5        | 6        | 7        | 8        | 9       | 10       | 11      | 12       | Helyezés | Pont |
| ---- | --------------------------- | ------- | -------- | -------- | -------- | -------- | -------- | -------- | -------- | -------- | ------- | -------- | ------- | -------- | -------- | ---- |
| 2019 | Borusan Otomotiv Motorsport | Pro-Am  | MNZ 1    | MNZ 2    | BRH 1    | BRH 2    | LEC 1 Ki | LEC 2 24 | MIS 1 9  | MIS 2 20 | ZAN 1   | ZAN 2    | NÜR 1   | NÜR 2    | 17.      | 26   |
| 2020 | Borusan Otomotiv Motorsport | Pro-Am  | IMO 1 3  | IMO 2 11 | MIS 1 4  | MIS 2 7  | NÜR 1 12 | NÜR 2 8  | ZAN 1 12 | ZAN 2 14 | SPA 1 9 | SPA 2 5  | LEC 1 8 | LEC 2 Ki | 2.       | 192  |
| 2021 | Borusan Otomotiv Motorsport | Pro-Am  | MNZ 1 10 | MNZ 2 4  | LEC 1 Vi | LEC 2 Vi | ZAN 1 14 | ZAN 2 14 |          |          |         |          |         |          | 11.      | 44   |
| 2021 | Borusan Otomotiv Motorsport | Am      |          |          |          |          |          |          | SPA 1 6  | SPA 2 11 |         |          |         |          | 11.      | 51   |
| 2021 | Borusan Otomotiv Motorsport | Silver  |          |          |          |          |          |          |          |          | NÜR 1 7 | NÜR 2 14 | CAT 1 3 | CAT 2 32 | 15.      | 30   |

### Teljes Európai Le Mans-széria eredménylistája
| Év   | Csapat            | Osztály | Autó           | 1   | 2     | 3   | 4   | 5   | 6   | Helyezés | Pont |
| ---- | ----------------- | ------- | -------------- | --- | ----- | --- | --- | --- | --- | -------- | ---- |
| 2021 | Eurointernational | LMP3    | Ligier JS P320 | CAT | RBR 2 | LEC | MNZ | SPA | ALG | 18.      | 18   |

### Teljes FIA Formula–2-es eredménysorozata
(Táblázat értelmezése)

(Félkövér: pole-pozícióból indult; dőlt: leggyorsabb kört futott) 

| Év   | Csapat                | 1          | 2          | 3           | 4           | 5       | 6       | 7          | 8          | 9          | 10         | 11          | 12         | 13         | 14         | 15         | 16         | 17         | 18         | 19         | 20         | 21      | 22      | 23      | 24      | 25      | 26      | 27      | 28      | Helyezés | Pont |
| ---- | --------------------- | ---------- | ---------- | ----------- | ----------- | ------- | ------- | ---------- | ---------- | ---------- | ---------- | ----------- | ---------- | ---------- | ---------- | ---------- | ---------- | ---------- | ---------- | ---------- | ---------- | ------- | ------- | ------- | ------- | ------- | ------- | ------- | ------- | -------- | ---- |
| 2022 | Charouz Racing System | BHR SPR 14 | BHR FEA 14 | KSA SPR Sér | KSA FEA Sér | IMO SPR | IMO FEA | ESP SPR 18 | ESP FEA 20 | MON SPR 12 | MON FEA 11 | AZE SPR 18† | AZE FEA Ki | GBR SPR 19 | GBR FEA 18 | AUT SPR Hn | AUT FEA Ki | FRA FEA 15 | FRA FEA Ki | HUN SPR 16 | HUN FEA 13 | BEL SPR | BEL FEA | NED SPR | NED FEA | ITA SPR | ITA FEA | UAE SPR | UAE FEA | 24.      | 0    |

† A versenyt nem fejezte be, de helyezését értékelték, mert a versenytáv több, mint 90%-át teljesítette.